# Ядвіга Єнджейовська
Ядвіга Єнджейовська (пол. Jadwiga Jędrzejowska, у період шлюбу — Ядвіга Ґалерт (пол. Jadwiga Galert); 15 жовтня 1912, Краків — 23 лютого 1980, Катовиці) — польська тенісистка, заслужений майстер спорту. 
Переможниця турніру Великого шолому в жіночому парному розряді (Roland Garros-1939). 
Фіналістка трьох турнірів Великого шолому в одиночному розряді (Вімблдон, US National-1937, Roland Garros-1939).  
Фіналістка двох турнірів Великого шолому в парному розряді (Roland Garros-1936, US National-1938). 
Фіналістка турніру Великого шолому в міксті (Roland Garros-1947).
Ядвіга володіла сильним ударом справа, з часом вона значно удосконалила свій удар з бекхенда. Володіла доброю подачею, вдало виконувала смеш, а також часто вдало вкорочувала м'ячі з бекхенда. Проблемним моментом у грі Ядвіги були дії біля сітки.
За свою кар'єру Ядвіга Єнджейовська брала участь не лише в достатньо масштабних турнірах, але часто брала участь і в польських внутрішніх змаганнях. Так, за 39 років своєї кар'єри (з 1927 по 1966 роки) вона сумарно ставала 65 разів найсильнішою тенісисткою Польщі, при чому не лише в одиночному розряді, але й у парі та у міксті. Наприклад, у 1938 році різниця між Єнджейовською та другою за силою ракеткою країни була настільки великою, що польська федерація вирішила навіть не проводити національний чемпіонат.
Міжнародна кар'єра розпочалась у 1931 році. У 1935 році Ядвіга Єнджейовська виграє престижний турнір у Римі в міксті. 
Крім семи фіналів на турнірах Великого шолому, Єнджейовська зуміла ще шістдесят разів дійти до вирішальних матчів менш престижних міжнародних турнірів.
Спортивні досягнення тенісистки неодноразово відзначалися різними преміями та нагородами всередині країни.